# فرجان، لاچین
فرجان (ترکی آذربایجانی: Fərəcan) یک منطقهٔ مسکونی در جمهوری آرتساخ است که در استان کاشاتاق واقع شده‌است.